# 張韶涵
張 韶涵（チャン・シャオハン、英語名アンジェラ・チャン、1982年1月19日-）は台湾の歌手、女優。2008年以降は主に歌手活動がメイン。歌手デビュー時のキャッチコピーは「小さな体、巨大な声のエネルギー」で、その後の彼女の紹介文にもしばしば使われている。2012年には独立レーベル「ANG MUZIK」を起ち上げ、自らアルバムのプロデュースも行っている。また、女性向けシューズブランドを経営するなど事業家としての一面も持っている。

## プロフィール
- 身長 - 158cm[2]
- 体重 - 40kg前後
- 血液型 - A型[2]
- 言語 - 中国語、英語
- 学歴 - ウィンストン・チャーチル高校卒業（カナダ）[3]
- 愛称 - ang、電眼娃娃[4]、女神

## バイオグラフィー
台湾桃園県（現在の桃園市）でウイグル族のクォーターとして生まれる。
小学校6年生の卒業間際に家族でカナダ・バンクーバーへ移住。中学生の時に聖歌隊に入隊し、歌うことの楽しさを覚える。高校に入学後は歌のコンテストに多数参加し、やがて台湾のラジオ局主催のコンテスト「中廣流行之星」カナダ地区大会で優勝したことをきっかけに、プロの歌手になることを決意する。その後同大会の台湾の本戦に参加し8強に選ばれるも、学業のために決勝を放棄してカナダへ帰っている。しかしその時のVTRを見た歌手の林隆璇 (ケビン・リン) の誘いを受け、高校卒業後に台湾に帰国。林隆璇によるボーカルレッスンを受けながら一年に渡る各レコード会社への売り込み活動の末、2001年に福茂唱片 (Linfair Records) と契約した。
2002年、歌手デビューを願う彼女の意に反してドラマ『MVP情人』の主役に抜擢される。翌年のドラマ『イルカ湾の恋人』でも主役を演じ、アイドル女優として脚光を浴びることとなる。『イルカ湾の恋人』ではエンディングテーマ曲「遺失的美好」と挿入歌「Journey」を歌い、特に前者は彼女のその後の代表曲の一つとなる。
2004年1月、アルバム『Over The Rainbow』の発表で本格的に念願の歌手デビューを果たす。そのヒットを受けて同じ年の年末には2作目のアルバム『歐若拉 Aurora』がリリースされる。
翌年2005年には、台湾の第16回金曲奨（日本のレコード大賞に相当）において、新人賞ではなく2作目のアルバムを対象に最優秀女性歌手賞（最佳國語女演唱人獎）にノミネートされる。
女優としても、ドラマ「愛殺17」では性格の異なる双子の姉妹を演じ分け、2006年第41回金鐘奨（台湾のエミー賞と表現される）でドラマ番組最優秀主演女優賞（戲劇節目最佳女主角獎）にノミネートされている。
2006年にリリースされたアルバム『潘朶拉』に収録された楽曲「香水百合」が、NHK教育テレビ（現Eテレ）の番組「中国語会話」の2007年度テーマ曲に採用される。
また、同アルバム収録の「隱形的翅膀 (見えない翼)」はその後の彼女の定番曲となるほど中華圏で大ヒットし、2009年の北京地区の大学入試問題ではこの曲の歌詞が引用され、「自分にとっての見えない翼とはなにか作文せよ」という作文問題が出されている。
2008年2月、先天性の心臓疾患が悪化。しばらくカナダのバンクーバーで療養する。同年4月に復帰した時には、今後はドラマへの出演は控え目にして歌手活動に力を入れることを語った。
2009年12月、中華圏の女性歌手ではイベント1回あたりの平均出演料がこの年最も高額であったことが報じられる。
2011年7月、10年にも及ぶ福茂唱片との契約が満了する。2011年中は契約期間中の残務的な仕事をこなすのみで、2012年に入ると上半期はほとんど芸能活動を行なっておらず、事実上この間は活動休止期間となる。
2012年7月、台湾の美妙音楽 (Wonderful Music) との契約が発表される。同月中に自身の初プロデュースによるシングル曲「That Girl」を発表。
その頃、音楽製作及びマネージメントを行なう個人レーベル「ANG MUZIK (天涵有限公司)」を起ち上げ、彼女の1歳下の妹がマネージャーを務め、独立プロダクションとして稼働を始める (会社として正式に成立したのは2013年12月)。美妙音楽との契約はCDの販売契約のみで所属歌手のリストには入っておらず、その後の移籍レーベルでも同じ形をとっている。
2013年1月、1年の準備期間を経て女性向けシューズブランド「Temptation Styles」を起ち上げ、自身でデザインしたシューズの販売をネット通販により開始。8月には台北市内に店舗をオープンし、翌年には二軒目をオープンしている。また、2014年のアルバム『張韶涵』には「Temptation Styles」がスポンサーとしてクレジットされている。

## ディスコグラフィー
※各楽曲は、一部のシングル曲を除いて日本のiTunes StoreまたはKKBOXでネット配信されている。

### アルバム
- Over The Rainbow （2004年1月6日 / 福茂唱片）
- 歐若拉 Aurora（2004年12月1日 / 福茂唱片）
- 潘朵拉（2006年1月6日 / 福茂唱片）
- 夢裡花（2007年1月12日 / 福茂唱片）
- Ang5.0（2007年12月14日 / 福茂唱片）
- 第5季（2009年9月25日 / 福茂唱片）
- 有形的翅膀 VISIBLE WINGS（2012年10月12日 / 美妙音楽）
- 張韶涵 Angela Zhang（2014年3月7日 / 美妙音楽）
- 全面淪陷（2016年7月21日 / 海蝶音楽）
- ?（2019年12月18日 / 心喜文化）

### シングル曲
- 娃娃（2004年12月 / 韓国ドラマ『宮廷女官チャングムの誓い』台湾版主題歌 / シングルCD[18]）
- 絕不（2007年1月 / アイドル発掘番組『加油好男兒』主題歌 / ネット配信）
- 藍眼睛（2007年4月 / ロックバンド・ソーダグリーン (蘇打緑) とのコラボレーション / ネット配信）
- 控制不了（2007年8月 / 台湾ロッテCMソング / ライブDVD『百変張韶涵』の特典映像としてミュージックビデオが収録され、その後ネット配信）
- 非常完美（2009年7月 / 中国映画『ソフィーの復讐 (原題: 非常完美)』主題歌 / 庾澄慶 (ハーレム・ユー) とのデュエット / ネット配信）
- 城市之窗（2010年5月 / 上海万博内同名ミュージカル主題歌 / ネット配信）
- 海宝来了（2010年 / 同名アニメ主題歌）
- 瞬間移動（2010年8月 / ネット配信）
- 傷日快樂（2011年2月 / ドラマ『晴れのちボクらは恋をする (原題: 幸福最晴天)』エンディング曲 / ネット配信）
- 誰的烏托邦（2011年4月 / ドラマ『烏托邦辦公室』主題歌）
- That Girl（2012年7月 / フィンランドのユーフォリアOK「I'M THAT GIRL」の中国語カバー曲 / ネット配信）
- OK蹦（2014年1月 / アルバム『張韶涵』からの先行リリース / ネット配信）
- 為愛而活（2014年2月 / アルバム『張韶涵』からの先行リリース / ネット配信）
- 還記得嗎（2015年12月 / 「Live ギター版」「深情弦楽版」「青春ロック版」の3バージョンをリリース / ネット配信）
- 把你信仰（2016年2月 / 中国ドラマ『尋找愛的冒険』エンディング主題歌 / ネット配信）
- 再見之前（2016年7月 / アルバム『全面淪陷』からの先行リリース / ネット配信）
- 不害怕（2016年7月 / アルバム『全面淪陷』からの先行リリース / ネット配信）
- 傳世之愛（2017年11月3日 / ドラマ「独歩天下」エンディング曲 / ネット配信）
- 沒離開過（2018年1月31日 / 映画「南極之恋」PRソング / ネット配信）

### 他のレコーディングへの参加
- 如果的事（2005年6月3日 / 范瑋琪 (ファン・ウェイチー) とのデュエット / 范瑋琪のアルバム『一比一』に収録）
- 仨人（2007年6月9日 / 范瑋琪と郭静 (クレア・クオ) との合唱 / 郭静のアルバム『我不想忘記你』に収録）
- 微笑的起點（2008年5月 / 范瑋琪と郭静との合唱による四川大地震被災者救援チャリティーソング / ネット配信）
- 保護色（2010年12月8日 / ラップの一部に参加 / 林俊傑 (リン・ジュンジエ) のセルフカバーアルバム『她說』に収録）
- 讓每天都是聖誕節 Forever X’mas（2010年12月24日 / 蕭亞軒 (エルヴァ・シャオ) の呼びかけで13組の歌手によりリレー合唱された子ども国際支援チャリティーソング / シングルCD）
- 完整愛（2014年6月19日 / 香港の鍾欣潼 (ジリアン・チョン) とのデュエット / 鍾欣潼の同名EPに収録）

### コンピレーション・アルバム
- イルカ湾の恋人 オリジナル・サウンドトラック（海豚灣戀人電視原聲帶 / 2003年5月28日 / 福茂唱片 /「遺失的美好」と「Journey」を初収録）※日本版CDもリリース。
- 歌手2018 Episode 1 [ライブアルバム] （2018年1月25日 /「夢裡花」を収録）
- 歌手2018 Episode 2 [ライブアルバム] （2018年1月25日 / カバー曲「阿刁」を収録）
- 歌手2018 Episode 5 [ライブアルバム] （2018年2月13日 / カバー曲「來過我生命的你」を収録）
- 歌手2018 Episode 6 [ライブアルバム] （2018年2月22日 / カバー曲「情人流浪記」を収録）
- 歌手2018 Episode 7 [ライブアルバム] （2018年2月27日 / カバー曲「追夢人」を収録）

### ライブDVD
- 百変張韶涵 2007世界巡迴演唱会（2007年8月3日 / 福茂唱片）※オーディオ版がネット配信されている。

## フィルモグラフィー

### テレビドラマ
- MVP情人（台湾 / 2002年）- 主演 田羽希 役
- イルカ湾の恋人（原題: 海豚灣戀人 / 台湾 / 2003年）- 主演 易天邊 役
- 天国のウェディングドレス（原題: 天國的嫁衣 / 台湾 / 2004年）- 最終回最終シーンのみ本人役でゲスト出演
- イルカが猫に恋をした（原題: 海豚愛上貓 / 台湾 / 2005年）- 英子 役
- 愛殺17（台湾 / 2006年）- 主演 徐宜真 徐宜靜 2役
- 烽火英雄（中国 / 2007年）- 音楽教師邵韓 役（全24話中2話分のみゲスト出演）
- ろまんす五段活用[19]（原題: 公主小妹 / 台湾 / 2007年） - 主演 麥秋穗（皇甫珊）役
- 尋找愛的冒険（中国 / 2016年1月〜3月）- 夏以柔 役（週2回の放送、全32話中特別出演のクレジットで1話、7話、12話、23〜26話、28話に出演）

### 映画
- 短信一月追（中国 / 2005年）主演 雪薇 役（香港公開タイトル: 愛情短訊）
- 10+10 [256巷14號5樓之1]（台湾 / 2011年）[20][21]
- 7日間の恋人（原題: 影子愛人 / 香港 / 2012年）[22]
- 碟仙詭譚2（中国 / 2017年）主演

### 映画のアフレコ
- シュレック2（中国語版 / 2004年）フィオナ姫 役
- シュレック3（中国語版 / 2007年）フィオナ姫 役
- シュレック フォーエバー（中国語版 / 2010年）フィオナ姫 役

### バラエティ番組
- 歌手（中国 / 2018年）

## コンサート

### 大規模ツアー
百変新勢力 世界巡迴演唱会
- 2006年8月11日　上海虹口サッカー場（ゲスト：五月天、范瑋琪）
- 2006年10月6日　蘇州（ゲスト：范瑋琪）
- 2006年11月25日　長沙賀龍体育場（ゲスト：林俊傑、范瑋琪）
- 2007年3月31日　台北アリーナ（ゲスト：蘇打緑、范瑋琪）
- 2008年6月1日　シンガポール・インドア・スタジアム（ゲスト：郭静、范瑋琪）

潘朵拉星球 世界巡迴演唱会
- 2010年5月15日　北京 首都体育館（ゲスト：韋禮安）
- 2010年5月22日　上海大舞台（ゲスト：韋禮安）
- 2010年6月19日　成都 四川省体育館
- 2010年7月3日　広州体育館（ゲスト：韋禮安）
- 2010年8月7日　台北アリーナ（ゲスト：韋禮安、陳漢典）
- 2010年9月3日　香港コロシアム（ゲスト：韋禮安、王子、小傑）

純粋 世界巡迴演唱会
- 2015年10月31日　成都市体育センター
- 2015年11月28日　上海 メルセデス・ベンツアリーナ
- 2016年5月28日　広州体育館
- 2016年7月23日　台北アリーナ
- 2016年10月15日　南京五台山体育館
- 2016年11月18日　サンテック・シンガポール国際会議展示場
- 2016年12月2日　杭州黄龍体育センター
- 2016年12月23日　長沙 湖南国際会展センター
- 2016年12月31日　青島体育センター国信体育館（年越しコンサート）

純粹Remix 世界巡迴演唱会
- 2017年9月23日　北京 首都体育館
- 2017年11月18日　クアラルンプール ネガラ・スタジアム
- 2017年12月2日　西安 曲江国際会展センター
- 2017年12月9日　大連体育センター
- 2017年12月16日　貴陽国際会議展覧センター
- 2017年12月24日　蘇州スポーツセンター
- 2017年12月31日　昆明星耀体育館
- 2018年1月6日　南昌国際体育センター
- 2018年1月13日　厦門嘉庚体育館
- 2018年1月20日　深圳湾体育センター

### 小規模ソロライブ
- 2009年8月27日　台北ライブハウス河岸留言（匿名の“搖擺A”名義で行なう[23]）

### ゲスト参加したコンサート
- 2008年12月20日　任賢齊 (リッチー・レン) の『2008 Love&Beloved 世界巡迴演唱会』（杭州黃龍体育館 / デュエットで「広島之恋」、ソロで「隱形的翅膀」を歌う[24][25]）

## 著書
- 奇蹟の安琪拉（2004年 / タイトルに平仮名の「の」が使われているが、中華圏の多くのwebページでは「之」が代用されている）
- 美麗的游離（2011年）